# Robert Remak
Robert Remak (Poznań, 26 luglio 1815 – Berlino, 29 agosto 1865) è stato un medico tedesco di origine ebraica,  specializzato in embriologia, istologia, fisiologia, neurologia, e micologia.

## Biografia
Robert Remak è stato alunno di Johannes Peter Müller all'Università Humboldt di Berlino, dove si laureò in Medicina nel 1837, specializzandosi posteriormente in neurologia e in storia della embriologia.
Durante la sua carriera ha scoperto le fibre nervose amieliniche e le cellule nervose del cuore, chiamate in suo onore "Gangli di Remak", scoperti studiando il seno delle vene cave nel cuore delle rane. Introdusse per primo l'impiego della corrente elettrica nella terapia di alcune malattie nervose ed, inoltre, ha ridotto il numero di foglietti embrionali descritti da Karl Ernst von Baer da quattro a tre: ectoderma, mesoderma ed endoderma.
Un'altra importante contribuzione di Remak è stata la scoperta del processo mitotico segnalando come la divisione cellulare comincia nel nucleo (scoperta ingiustamente attribuita a Rudolf Virchow).
Malgrado i suoi successi nel campo della scienza, l'Università Humboldt non gli riconobbe mai il titolo di professore, essendo Remak di origine ebree.
Ebbe un figlio, Ernst Julius Remak, anch'egli neurologo e fisiologo, mentre suo nipote, Robert Remak, studiò matematica.